# Сољ
Сољ (слч. Soľ) насељено је мјесто са административним статусом сеоске општине (слч. obec) у округу Вранов на Топлој, у Прешовском крају, Словачка Република.

## Становништво
| Година:    | 1994. | 2004.    | 2014.   | 2024.   |
| ---------- | ----- | -------- | ------- | ------- |
| Број људи: | 2001  | 2290     | 2505    | 2664    |
| Разлика:   |       | +14,44 % | +9,38 % | +6,34 % |

| Година:    | 2023. | 2024.   |
| ---------- | ----- | ------- |
| Број људи: | 2641  | 2664    |
| Разлика:   |       | +0,87 % |

Према подацима о броју становника из 2024. године насеље је имало 2664 становника.